# رون جونز
رون جونز (انگلیسی: Ron Jones; ۱۸ ژوئن ۱۹۱۴ – ۲۰ مارس ۲۰۱۰) بازیکن فوتبال اهل بریتانیا بود.
از باشگاه‌هایی که در آن بازی کرده‌است می‌توان به باشگاه فوتبال لیورپول اشاره کرد.